# Carson City (Michigan)
Carson City è un comune degli Stati Uniti d'America, situato nello Stato del Michigan, nella contea di Montcalm.